# Batalla d'Hímera (480 aC)
|  | Aquest article tracta sobre la batalla grecopúnica del 480 aC. Vegeu-ne altres significats a «Batalla d'Hímera». |

La batalla d'Hímera (480 aC) fou un enfrontament armat entre grec i púnics, que suposadament es va lliurar el mateix dia que la més famosa batalla de Salamina, o el mateix dia que la batalla de les Termòpiles (480 aC). Les tropes combinades de Geló I, rei de Siracusa, i Teró, tirà d'Agrigentum, van derrotar l'exèrcit cartaginès del general Hamílcar que havia acudit en suport del seu aliat Teril·le, deposat tirà d'Hímera. Malgrat tot, la suposada coincidència entre les dates d'aquesta batalla i la batalla naval de Salamina i la victòria en tots dos casos dels grecs sobre una possible conspiració Púnica-Persa per destruir la seva civilització és rebutjada avui en dia. D'altra banda, els estudiosos sí que coincideixen en afirmar que la derrota en la batalla va suposar la pèrdua d'influència per part de Cartago sobre els afers de Sicília durant diverses dècades.

## Rerefons
Geló I, successor d'Hipòcrates de Gela i tirà d'aquesta ciutat, va capturar Siracusa i la va convertir en la seva capital. Malgrat la neteja ètnica, la deportació i l'esclavatge de molts dels seus habitants, Geló va transformar la ciutat en el poder dominant de tota Sicília. Mentrestant, a Agrigent, el tirà Teró també feia campanya per expandir els territoris de la seva ciutat. Ambdós tirans es van aliar i Geló es va casar amb Demareta, filla de Teró, creant un sol front que lluitava per dominar l'illa.
Per contrarestar aquesta aliança, Anaxilaos de Rhegion es va casar amb la filla de Teril·le d'Hímera i al mateix temps, ambdues ciutats s'aliaren amb Cartago juntament amb Selinunt, veïna d'Agrigent.
Malgrat tot, Teró no es va deixar intimidar i va deposar Teril·le, incorporant Hímera als seus territoris (483 aC). El deposat tirà va demanar ajuda a Cartago i el mateix Anaxilaos va enviar els seus fills a Cartago en condició d'ostatges per donar suport a la petició de socors del seu aliat i gendre. Fou així com el 480 aC, el general cartaginès Hamílcar liderava una expedició contra Sicília, justament el mateix any que Xerxes I de Pèrsia invadia Grècia.

### Expedició cartaginesa
Fonts de l'època diuen que Hamílcar va reunir un exèrcit de 300.000 homes d'Ibèria, Sardenya, Còrsega, Itàlia, la Gàl·lia i Àfrica, però segons els historiadors d'avui en dia, aquest nombre és una clara exageració. Malgrat que la ciutat aliada de Selinunt era la més propera a Cartago i podia oferir una bona localització per atacar Agrigent, Hamílcar va decidir posar rumb a Palerm, probablement perquè el seu objectiu prioritari era la restauració de Teril·le al capdavant del govern d'Hímera. Durant la travessia, això no obstant, la flota cartaginesa va patir les inclemències del mar i les naus que portaven els carros de guerra i part de la cavalleria es van perdre. Sorprenentment, la flota grega, que comptava amb 200 naus, no va intentar interceptar Hamílcar i no va intervenir.
Un cop a Palerm, Hamílcar va passar tres dies reparant les naus i organitzant les tropes abans d'avançar cap a Hímera, amb la flota navegant per la costa. Teró es trobava a la ciutat d'Hímera, però tampoc va interferir en les operacions cartagineses, que van establir dos campaments davant la ciutat. Un al costat del mar, al nord de la ciutat, unit amb un segon camp a l'oest, on s'estava l'exèrcit.
Quan els dos campaments van estar acabats, la flota va desembarcar les provisions al campament costaner i va salpar rumb a Sardenya i Africa en busca de més subministraments, mentre 20 trirrems patrullaven la costa.
Hamílcar va liderar part de la infanteria en una missió de reconeixement, que va derrotar l'exèrcit grec que li va sortir a l'encontre. Seguidament, la ciutat va tancar les portes i Teró va enviar missatgers a Geló, que aviat va arribar en la seva ajuda, acampant a la vora del riu. La cavalleria de Geló va capturar part dels recol·lectors cartaginesos sense que Hamílcar pogués impedir-ho, perquè havia perdut la seva cavalleria durant la tempesta. La moral de la ciutat va pujar i es van tornar a obrir les portes seguint les instruccions de Geló.

## La Batalla
Heròdot i Diodor Sícul donen versions força diferents de la mateixa batalla:

### Heròdot
Segons l'historiador grec, els dos exèrcits s'enfrontaren des de la matinada fins a la posta de sol, mentre Hamílcar observava la batalla i oferia sacrificis al déu Baal en una gran foguera. No ens dona, però, referències del nombre de soldats ni de la localització de l'enfrontament. Segons Heròdot, quan els cartaginesos es van veure derrotats, Hamílcar es va llençar voluntàriament a la foguera dels sacrificis i el seu cos no es va trobar mai. Heròdot és qui indica que segons els sicilians, la batalla d'Hímera i la de Salamina tingueren lloc el mateix dia.

### Diodor Sícul
La versió de Diodor és molt més detallada. Segons ell, Hamílcar va enviar missatgers a Selinunt demanant un contingent de cavalleria per contrarestar la de Geló, però els missatgers foren interceptats pels homes de Geló, que va veure l'oportunitat d'infiltrar els seus propis homes en el campament enemic, fent-se passar pels esperats reforços.
Un cop els cavallers de Geló es trobaren dins del campament enemic, la infanteria de Siracusa va avançar cap als cartaginesos, obligant-los a presentar batalla. Amilcar va fer sortir els seus homes, que esperaren els grecs dalt del turó on es trobava el campament, forçant així que les tropes de Geló carreguessin contra ells en pujada.
Fou llavors quan la cavalleria de Geló aprofità per matar a Hamílcar mentre aquest preparava el sacrifici i després calaren foc als vaixells que es trobaven a la platja, creant una gran confusió entre les tropes cartagineses. Quan les notícies arribaren al camp de batalla, els Grecs pressionaren amb força i els cartaginesos, mort el seu líder, fugiren cap al seu campament.
Els homes de Geló perseguiren l'enemic però a l'arribar al seu campament, es dedicaren al pillatge de les tendes, moment que aprofitaren els mercenaris ibers que acompanyaven Hamílcar per reorganitzar-se i contraatacar. En aquest moment crític, en què semblava que els Ibers prenien la iniciativa, Teró va decidir per fi sortir de la ciutat i atacar la rereguarda ibera, obligant-los a fugir
La meitat de l'exèrcit cartaginès i gairebé tota la seva flota es va perdre en la batalla i Diodor encara comenta que els vaixells supervivents es van perdre durant una tempesta quan intentaven tornar a Cartago.

## Fets posteriors
Malgrat aquesta gran victòria, Geló i Teró no van seguir atacant territoris sota la influència de Cartago a Sicília. Al contrari, Geló va oferir uns termes força suaus als ambaixadors cartaginesos que li foren enviats per acordar la pau: 2.000 talents de plata, però cap pèrdua de territori. Selinunt i Rhegium també pactaren amb Siracusa i Anaxilao va casar la seva filla amb Hieró I, germà de Geló.
Geló, Teró i Hieró van aixecar nombrosos edificis públics gràcies als esclaus i el botí obtinguts en la batalla, iniciant una era de prosperitat a Sicilia. Cartago es va centrar en els seus afers interns, oblidant Sicilia per un període de 70 anys.
Malgrat tot, el 409 aC els cartaginesos tornarien sota el lideratge d'Anníbal, net d'Hamílcar, que es revenjaria de la mort del seu avi destruint la ciutat completament.

## Restes arqueològiques
Durant la construcció d'una extensió de ferrocarril el 2008, es van descobrir prop de 10.000 tombes, moltes d'elles amb restes de soldats del segle V aC.